# 数論の年表
数論の年表

## 紀元前1000年以前
- 紀元前約2万年 — ナイル谷のイシャンゴの骨: 素数とエジプト乗算についての最初の言及である可能性があるが、異議がある[1]。

## 紀元前約300年
- 紀元前300年 — ユークリッドが素数の数が無限であることを証明する。

## 1千年紀
- 250 — ディオファントスが代数に関する最も初期の論文の1つである『算術』を著す。
- 500 — アーリヤバタが一般線形ディオファントス方程式を解く。
- 約650年 — インドの数学者がゼロ、小数、負の数など我々が使っているヒンドゥーアラビア記数法を作る。

## 1000–1500
- 約1000年 — Abu-Mahmud al-Khujandiがフェルマーの最終定理の特殊な場合を初めて述べる。
- 895年 — サービト・イブン・クッラが友愛数のペアを見つけることのできる定理を与える。
- 975年 — 最初期の二項係数の三角形（パスカルの三角形）が10世紀にChandas Shastraの論評で登場する。
- 1150年 — バースカラ2世がペル方程式を解くための最初の一般的方法を与える。
- 1260 — Al-Farisiがサービト・イブン・クッラの定理の新しい証明を与え、因数分解と組み合わせ法に関する重要な新たな考えを導入する。フェルマーとサービト・イブン・クッラの成果ともされた友愛数のペア17296と18416を与えた[2]。

## 17世紀
- 1637 -  ピエール・ド・フェルマーがディオファントスの『算術』の写しにフェルマーの最終定理を証明したと主張する。

## 18世紀
- 1742 -  クリスティアン・ゴルトバハが2以上の偶数がすべて2つの素数の和として表現できると推測する。これは現在ゴールドバッハの予想として知られている。
- 1770 - ジョゼフ＝ルイ・ラグランジュがすべての正の整数が整数の4乗の和であるという四平方定理を証明する。同年、エドワード・ウェアリングが任意の正整数kについて、全ての正の整数がk乗の数の和であるというウェアリングの問題を予想する。
- 1796 -  アドリアン＝マリ・ルジャンドルが素数定理を予想する。

## 19世紀
- 1801 -  カール・フリードリヒ・ガウスの数論の論文であるDisquisitiones Arithmeticaeがラテン語で発表される。
- 1825 -  ペーター・グスタフ・ディリクレとアドリアン＝マリ・ルジャンドルがフェルマーの最終定理で n = 5の場合を証明する。
- 1832 -  ディリクレがフェルマーの最終定理でn = 14の場合を証明する。
- 1835 -  ディリクレが算術級数の素数に関するディリクレの定理を証明する。
- 1859 -  ベルンハルト・リーマンが素数の分布について強い含みを持つリーマン仮説を定式化する。
- 1896 -  ジャック・アダマールとCharles Jean de la Vallée-Poussinが独立に素数定理を証明する。
- 1896 -  ヘルマン・ミンコフスキーが『数の幾何学』を発表。

## 20世紀
- 1903 - エトムント・ランダウが素数定理の非常に簡単な証明を与える。
- 1909 - ダフィット・ヒルベルトがウェアリングの問題を証明する。
- 1912 - Josip Plemeljがフェルマーの最終定理の指数n = 5の場合の簡易な証明を発表する。
- 1913 - シュリニヴァーサ・ラマヌジャンが証明のない複雑な定理の長い一覧をゴッドフレイ・ハロルド・ハーディに送る。
- 1914 - ラマヌジャンがModular Equations and Approximations to πを発表する。
- 1910年代 - ラマヌジャンが3000を超える定理を開発する。この中には高度合成数の性質、分割数とその漸近性、モックテータ関数などが含まれる。また、ガンマ関数、モジュラー形式、発散級数、超幾何関数や素数理論の分野で大きなブレークスルーを起こし発見を行った。
- 1919 - ヴィーゴ・ブルンが双子素数に対しブルンの定数B2を定義する。
- 1937 - イヴァン・ヴィノグラードフが十分大きい奇数の整数は全て3つの素数の和であるというヴィノグラードフの定理（弱いゴールドバッハ予想を証明するための近いアプローチ）を証明する。
- 1949 - アトル・セルバーグとポール・エルデシュが素数定理に最初の初等的証明を与える。
- 1966 - 陳景潤がゴールドバッハの予想を証明するために近いアプローチである陳の定理を証明する。
- 1967 - ロバート・ラングランズが数論と表現論に関連する予想に影響を及ぼすラングランズ・プログラムを作成する。
- 1983 -  ゲルト・ファルティングスがモーデル予想を証明し、これによりフェルマーの最終定理の各指数に対して有限個の整数解しか存在しないことを示す。
- 1994 -  アンドリュー・ワイルズが谷山–志村予想の一部を証明し、これによりフェルマーの最終定理を証明する。
- 1999 - 谷山-志村予想が完全に証明される。

## 21世紀
- 2002 - インド工科大学カーンプル校のマニンドラ・アグラワル、Nitin Saxena、ニラジュ・カヤルが与えられた数が素数であるかどうかを判別する無条件の決定論的多項式時間アルゴリズムを提示する。
- 2002 - プレダ・ミハイレスクがカタラン予想を証明する。
- 2004 - ベン・グリーンとテレンス・タオが、素数の列は任意の長さの等差数列を含んでいるというグリーン・タオの定理を証明する。